# Calycanthus

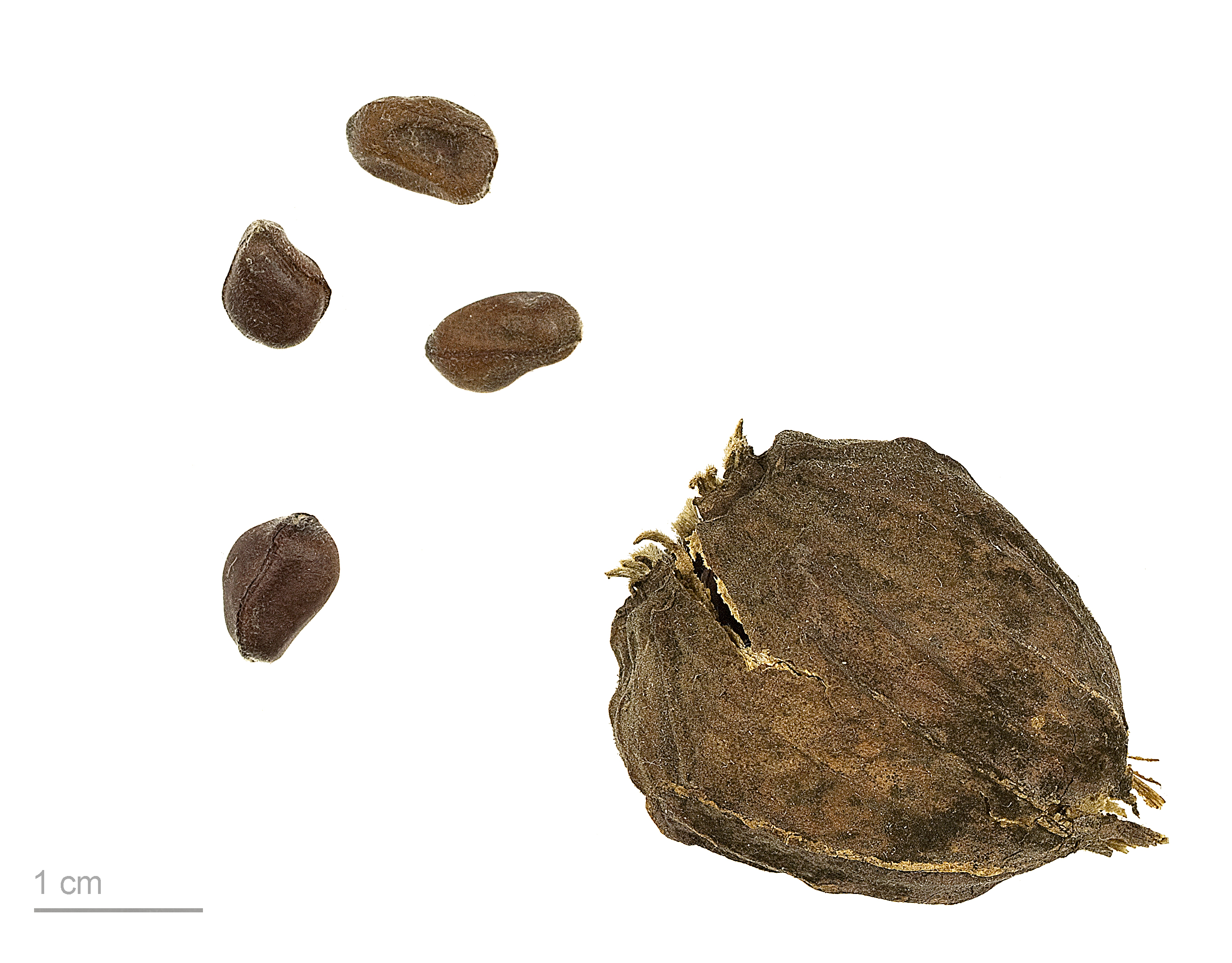
Calycanthus floridus - MHNT

Calycanthus (calicanto) é um género botânico pertencente à família CalycanthaceaeCalycanthaceae.